# Evnne
Evnne (en hangul, 이븐), estilizado en mayúsculas, es un grupo surcoreano bajo la empresa Jellyfish Entertainment. Está formado por siete miembros: Keita, Park Han-bin, Lee Jeong-hyeon, Ji Yun-seo, Yoo Seung-eon, Mun Jung-hyun y Park Ji-hoo. El grupo debutó el 19 de septiembre de 2023 con el EP Target: Me.

## Historia

### Actividades previas al debut y formación
En 2023, Mnet estrenó el programa de telerrealidad Boys Planet, en el que 98 participantes de distintos países compitieron para debutar como parte de un grupo temporal bajo la compañía WakeOne. En el episodio final, nueve concursantes fueron elegidos para formar el grupo masculino Zerobaseone, que debutó el 10 de julio del mismo año.
Posteriormente, el 3 de agosto, Jellyfish Entertainment anunció que siete de los finalistas del programa, que no ganaron, debutarían en la agencia en la segunda mitad de 2023 como parte de la boy band BLIT. Las compañías de los aprendices —WakeOne, Yuehua Entertainment, y Rain Company— acordaron formar el grupo después de que lo «discutieron detenidamente». La agencia indició que BLIT era el acrónimo de «Boldly Leaping into Tomorrow» y añadió que el grupo prometía «romper fronteras como artistas». Debido a preocupaciones sobre la posible malinterpretación del nombre del grupo, Jellyfish Entertainment lo cambió por «Evnne» («Evening's Newest Etoiles») tras consultarlo con los miembros. La compañía explicó que el nuevo nombre se deriva de la combinación de «palabras inusuales» y que representa una «nueva estrella en ascenso en el cielo nocturno».

### 2023–presente: Debut conTarget: Me
Evnne debutó oficialmente el 19 de septiembre de 2023 con el EP Target: Me y el sencillo principal «Trouble».

## Miembros
- Keita (佳汰; 케이타) – líder[10]
- Park Han-bin (박한빈)
- Lee Jeong-hyeon (이정현)
- Ji Yun-seo (지윤서)
- Yoo Seung-eon (유승언)
- Mun Jung-hyun (문정현)
- Park Ji-hoo (박지후)

## Discografía

### EPs
| 2023                                                                                   | Target: Me - Lanzamiento: 19 de septiembre de 2023 - Discográfica: Jellyfish Entertainment - Formato: CD, descarga digital, streaming | 1 | 54 | 9 | - KMCA: Platino | - COR: 263 710 |
| 2024                                                                                   | Un: Seen - Lanzamiento: 22 de enero de 2024 - Discográfica: Jellyfish Entertainment - Formato: CD, descarga digital, streaming        | 2 | 85 | 7 |                 | - COR: 187 100 |
| «—» indica que el álbum no alcanzó posición alguna o no fue lanzado en ese territorio. | |   |    |   |                 |                |

### Sencillos
| 2023                                                                               | «Trouble» | — | Target: Me |
| 2024                                                                               | «Ugly»    | — | Un: Seen   |
| «—» indica que el sencillo no alcanzó posición alguna o no fue lanzado en el país. |           |   |            |

## Giras musicales

### 2024 EVNNE Fan-concert [Squad:R] Asia Tour
| Fecha               | Ciudad    | País          | Lugar                                  |
| ------------------- | --------- | ------------- | -------------------------------------- |
| 2 de marzo de 2024  | Seúl      | Corea del Sur | Yes24 Live Hall                        |
| 3 de marzo de 2024  | Seúl      | Corea del Sur | Yes24 Live Hall                        |
| 10 de marzo de 2025 | Hong Kong | Hong Kong     | KITEC Star Hall                        |
| 5 de abril de 2024  | Singapur  | Singapur      | The Star Theatre                       |
| 13 de abril de 2024 | Taipei    | Taiwán        | Taipei International Convention Center |
| 20 de abril de 2024 | Bangkok   | Tailandia     | MCC Hall                               |
| 2 de mayo de 2024   | Osaka     | Japón         | Festival Hall                          |
| 3 de mayo de 2024   | Osaka     | Japón         | Festival Hall                          |
| 6 de mayo de 2024   | Yokohama  | Japón         | Pia Arena MM                           |

### 1st North American Tour "Ride With EVNNE
| Fecha                | Ciudad           | País           | Lugar                |
| -------------------- | ---------------- | -------------- | -------------------- |
| 7 de agosto de 2024  | Montreal         | Canadá         | Le National          |
| 8 de agosto de 2024  | Chicago          | Estados Unidos | Thalia Hall          |
| 11 de agosto de 2024 | Nueva York       | Estados Unidos | The Racket           |
| 13 de agosto de 2024 | Atlanta          | Estados Unidos | Buckhead Theatre     |
| 16 de agosto de 2024 | San Juan         | Puerto Rico    | Teatro Inter Bayamón |
| 18 de agosto de 2024 | Fort Worth       | Estados Unidos | Ridglea Theater      |
| 22 de agosto de 2024 | Ciudad de México | México         | Auditorio BB         |
| 24 de agosto de 2024 | Los Ángeles      | Estados Unidos | Vermont Hollywood    |

### Festivales y otros conciertos
| Fecha                    | Evento | Ciudad    | País           | Lugar                 | Ref.   |
| ------------------------ | ------ | --------- | -------------- | --------------------- | ------ |
| 7 de octubre de 2023     | KCON   | Riad      | Arabia Saudita | Boulevard Riyahd City | [ 19 ] |
| 28 de septiembre de 2024 | KCON   | Fráncfort | Alemania       | Messe Frankfurt       | [ 20 ] |

### Fanmeetings
| Fecha                   | Evento                       | Ciudad   | País          | Lugar           |
| ----------------------- | ---------------------------- | -------- | ------------- | --------------- |
| 4 de noviembre de 2023  | 1st Fanmeeting Good EVNNEing | Seúl     | Corea del Sur | Jangchung Arena |
| 5 de noviembre de 2023  | 1st Fanmeeting Good EVNNEing | Seúl     | Corea del Sur | Jangchung Arena |
| 18 de noviembre de 2023 | 1st Fanmeeting Good EVNNEing | Yokohama | Japón         | Pia Arena MM    |
| 19 de noviembre de 2023 | 1st Fanmeeting Good EVNNEing | Yokohama | Japón         | Pia Arena MM    |